# Maison sport-santé
Une maison sport-santé est un établissement en France réunissant des professionnels de la santé et du sport. Leur création est la conséquence d'un constat : alors que les bénéfices pour la santé de la pratique régulière d’une activité physique sont avérés, quels que soient l’âge et le sexe,  moins de la moitié des Français âgés de 15 à 75 ans atteignent un niveau d’activité physique favorable à la santé. La volonté des pouvoirs publics est de favoriser  la  création  d'espaces favorisant la pratique sportive.

## Historique
Les études internationales comme françaises convergent pour souligner les bienfaits d'une activité physique, et tout particulièrement l'activité sportive (sauf quand il est pratiqué dans une atmosphère polluée).  En 2018, l’Organisation mondiale de la Santé (OMS) a lancé le Plan d’action mondial pour promouvoir l’activité physique 2018-2030 qui définit quatre objectifs stratégiques et recommande 20 mesures concrètes à l’intention des États Membres, des partenaires internationaux et de l’OMS, en vue d’accroître l’activité physique dans le monde. Le Plan appelle les pays, les villes et les communautés à adopter une approche « systémique » telle que tous les secteurs et les parties prenantes puissent s’employer aux niveaux mondial, régional et local à instaurer des environnements sûrs et stimulants et à assurer à chacun plus de possibilités de relever son niveau d’activité physique. L'objectif mondial consiste à réduire la sédentarité physique de 10 % d’ici à 2030.
En France les bénéfices pour la santé de l’activité physique sont démontrés, depuis longtemps, quels que soient l’âge et le sexe. C'est par exemple ce qui ressort  d'un  rapport de 2016 de l'Agence nationale de sécurité sanitaire alimentation environnement  travail (ANSES) Sur la base d’une analyse de la littérature scientifique récente, ce rapport montre que la majorité de la population française, pour les catégories de populations étudiées, ne pratique pas assez d’activité physique (AP) et peut être considérée comme inactive (c’est-à-dire n’atteignant pas les recommandations de l’OMS). En effet, moins de 37 % 28 des adultes et moins de 32 % des personnes âgées de plus de 65 ans sont considérés comme inactifs.

Des travaux d’envergure, réalisés au cours de ces 30 dernières années, permettent aujourd’hui d’affirmer, avec un haut niveau de preuve, que la pratique régulière de l’AP contribue à prévenir la survenue de nombreuses pathologies chroniques, dont certains cancers (notamment cancers du sein et du colon).Inversement, l’inactivité physique, ainsi que la sédentarité favorisent l’apparition de ces pathologies. 
Plus généralement, un mode de vie actif est associé à une bonne santé à tout âge. La promotion de l’AP et de la réduction de la sédentarité constituent des facteurs de première importance pour réduire l’incidence des pathologies chroniques et améliorer la qualité de vie de la population vivant en France, et pour maintenir l’autonomie et limiter les états de fragilité des personnes âgées en particulier". Ces constats ont conduit les pouvoirs publics à prendre diverses initiatives dont celle de la création de maison sport-santé. lancée en 2019, mais le concept de maison sport-santé  a été introduit  dans le Code de la santé publique par la loi du 2 mars 2022.
Des études montrent néanmoins que la pratique sportive dans un air pollué (par les particules en suspension ou l'ozone troposphérique notamment) peut à court, moyen et long terme dégrader la santé avec, durant l'activité ou à moyen terme, une augmentation de la pression artérielle, une inflammation des bronches, une réduction du débit pulmonaire et divers symptômes respiratoires. Par exemple, on a montré que lors des pics d'ozone, 68 % des athlètes en bonne santé, sans maladie respiratoire ou chronique ni allergie, présentaient une obstruction des voies respiratoires pouvant être significative (plus de 10 % d’obstruction), voire sévère (plus de 35 % d’obstruction) ; et chez 32 % d’athlètes de ceux qui ne montraient pas d'obstruction significative des voies respiratoires, les bronches ne se dilataient plus normalement après l'effort fait en milieu pollué. Durant l'effort intense, la ventilation peut être multipliée par 30 par rapport au repos (passant de 6-8 l/min à 200 l/min) et être multiplié par plus de 15 pour un effort soutenu dans la durée (100 l/min), ce qui augmente la quantité de particules et de polluants gazeux pénétrant les poumons, et leur pénétration profonde.

À long terme, les bénéfices de l’activité physique dans un environnement pollué sont dans tous les cas moindres que si cette activité était pratiquée dans un environnement sain. Une étude de l’Université de Sao Paulo basée sur une modélisation mathématique a conclu qu'en moyenne, courir dans une ville polluée n’apporte des bénéfices que pour les 15 premières minutes ; et chez de jeunes hommes en bonne santé, les risques surpasseraient même les gains près 75 minutes. La sensibilité et vulnérabilité aux polluants inhalés varie selon l'âge et l'individu. On admet qu'en général, les bénéfices de l’exercice l’emportent sur les risques, mais des chercheurs (comme Valérie Bougault et Frédéric Garrandes (en 2024) invitent à la production d'études précises dédiées à ce sujet, surtout dans les pays à faibles revenus. Il existe des masques filtrants ou épurant efficacement les particules et certains gaz (mais laissant néanmoins passer l'ozone, le CO2, le CO...), par exemple parfois utilisés par les cyclistes en ville ; et il est recommandé de se ternir informé du niveau de qualité de l'air, et de respecter les recommandations des agences chargées de la surveillance de la pollution atmosphérique (ATMO en France par exemple, mais « ,les normes de santé publique employées pour justifier la mise en place de mesures en cas de pollution atmosphérique se basent sur des périodes de 24 heures. Elles ne tiennent pas compte des situations générant de fortes expositions sur de courtes durées (quelques heures), qui sont typiques des événements sportifs »). L'OMS a aussi fait des recommandations sur l'adaptation de sa pratique sportive et de celle des enfants en fonction de l’indice de qualité de l'air. Certaines collectivités, villes ou écoles ont fait de même.

## Finalité
L’article 5 de la loi du 2 mars 2022, modifiant le code de la santé publique précise  que les Maisons sport-santé. doivent faciliter et  promouvoir l'accès à l'activité physique et sportive à des fins de santé et à l'activité physique adaptée. Pour cela elles sont chargés de l'accueil, l'information et l'orientation du public. et elles doivent mettre en  réseau des professionnels de santé, du social, du sport et de l'activité physique adaptée.

## Création et fonctionnement
Les maisons sport-santé sont habilitées par l'autorité administrative. Les conditions et les modalités de cette habilitation et de son renouvellement, son retrait ou sa suspension sont définies par décret. .L'habilitation est accordée pour une durée de cinq ans, lorsque le demandeur s'engage à respecter le cahier des charges,  lorsque la maison sport-santé contribue à assurer un maillage territorial permettant d'apporter une réponse de proximité aux besoins de la population, et lorsque le demandeur présente un budget prévisionnel équilibré. 
Le statut des Maisons Sport-Santé est très variable : 51 % sont gérées par des associations, 29 % par des sociétés commerciales, 14 % par des collectivités locales, les autres par des mutuelles, des fondations.
Pour accompagner ce programme, le Ministère des Sports a alloué 0,82 M€ en 2020 et 2,83 M€ en 2021, montant  porté à 4 M€ en 2023 et 2024. Certaines Caisses primaire d'assurance maladie (CPAM) cofinancent des maisons ou des réseaux de sport-santé, de même que certaines Agence Régionale de Santé (ARS).mais ce n'est pas le cas partout.

## Union nationale des maisons sport-santé
L'Union Nationale des Maisons Sport Santé est une association qui a pour objet  de représenter et de soutenir les Maisons Sports Santé (MSS) et dapporter l'expertise des MSS dans le parcours des usagers.
Au début  2022 en France le réseau  comprend 436 Maisons Sport-Santé.  Depuis leur lancement en 2019, les Maisons Sport-Santé ont  accompagné 360 000 personnes malades ou éloignées de la pratique sportive et qui utilisent l’activité physique à des fins de santé.  À la fin de 2022 ces structures sont au nombre de 573..